# Neolindbergia vitiensis
Neolindbergia vitiensis är en bladmossart som beskrevs av Johannes Enroth 1991. Neolindbergia vitiensis ingår i släktet Neolindbergia och familjen Pterobryaceae. Inga underarter finns listade i Catalogue of Life.